# Holló Imre (piarista pap)
Holló Adolf Imre (Bélád, 1725. november 2. – Kistelek, 1782. január 6.) piarista szerzetes pap.

## Élete
1748-ban Privigyén lépett a piarista rendbe. Ünnepi fogadalmat tett 1750-ben. 1751-től Rózsahegyen, 1752-1753-ban Nagykárolyban, 1753-1754-ben a Nyitrai Gimnáziumban, 1755-ben Breznóbányán, 1756-1757-ben Nyitrán, 1758-ban Besztercén, 1759-ben Vácott, 1760-ban Nyitrán, 1761-1762-ben Szegeden, 1763-ban Vácott, 1764-1766 között Nyitrán, 1767-ben Debrecenben, 1768-1772 között ismét Nyitrán tanított. 1773-ban Kecskeméten, 1774-1776 között a Tatai Gimnáziumban, 1777-1780 között Szegeden rektorhelyettes.
1781-1782-ben Kistelek adminisztrátora lett, és a falu első templomának építtetője. Az eredeti templom oltára alatt nyugodott.